# Ascioplaga
Ascioplaga là một chi bọ cánh cứng thuộc họ Cupedidae.